# Молодёжные отряды охраны правопорядка
Молодёжные отряды охраны правопорядка, сокращённо МООП (бел. Моладзевыя атрады аховы правапарадку, МААП) — объединение членов Белорусского республиканского союза молодёжи, которое занимается участием в охране правопорядка, а также профилактике правонарушений среди несовершеннолетних и молодёжи. Является основой молодёжного правоохранительного движения в Беларуси и специализированным подразделением Территориальной Добровольной Дружиной (ТДД), членство которой автоматически даёт членство в МООП.

## Структура
Молодёжные отряды формируются и действуют при территориальных комитетах и первичных организациях БРСМ на предприятиях, организациях, учреждениях (так, например, в ВУЗах и военно-патриотических клубах). В целях оперативного руководства деятельностью формирования включают в свой состав отдельные группы (звенья). Их численность составляет не менее 10 человек. В состав отряда входит не менее 3 групп. Общее число отрядов движения на 2012 год составляло 419. На февраль 2019 года в рядах дружины находилось более 15 тысяч человек. В Минске движение насчитывало 1 600 человек, объединённых в 75 отрядов. На 2020 год по всей стране действовал 691 отряд.

## Деятельность
В своей работе члены объединения руководствуются:
- Законом Республики Беларусь «Об участии граждан в охране правопорядка» № 214-З от 26.06.2003г.;
- Законом Республики Беларусь «Об основах деятельности по профилактике правонарушений» № 122-З от 04.01.2014г.;
- Постановлением Совета Министров Республики Беларусь «Об утверждении примерного положения о добровольной дружине» № 1354 от 17.10.2003г.;
- Положением о Молодёжных отрядах охраны правопорядка;
- Уставом ОО «БРСМ».

В сферу деятельности МООП входит охрана общественного порядка при проведении спортивных, культурно-массовых и иных мероприятий БРСМ. Отряды ведут надзор на университетских концертах, в студгородках, на спортивных турнирах республиканского и регионального уровней. Кроме того, совместно с белорусской милицией объединение занимается осуществлением безопасности и патрулированием в общественных местах, проведением рейдов, выставлением постов на отдельных объектах, патрулированием метрополитена. Также движение реализует проекты по гражданско-патриотическому воспитанию молодёжи. В своей работе МООП, помимо милиции, активно взаимодействуют с погранслужбой, Вооружёнными силами и МЧС.
Кандидат юридических наук А. Игнатюк в совместной статье с С. Колёско отмечал, что за время своего существования молодёжные отряды зарекомендовали себя «как надёжные партнёры и незаменимые помощники милиции». В заслуги объединению ставили пресечение серьёзных преступлений и правонарушений, задержание опасных преступников, предотвращение дорожно-транспортных происшествий, спасение людских жизней.

## Членство
Приём в отряд производится на добровольной основе в индивидуальном порядке на основании личного заявления. Решение о принятии в отряд утверждается общим собранием членов МООП.
Система подготовки участников молодёжных отрядов проходит в три этапа в соответствии с возрастными категориями: ознакомительный (14-16 лет), ознакомительно-ориентированный (16-18) и практический (от 18 и старше).
Лица от 14 лет принимают участие в проведении различных мероприятий, обучении, поддержании общественного порядка при проведении мероприятий в первичных организациях БРСМ в учреждениях образования. Члены объединения, достигшие 16 лет, могут привлекаться к обучению и подготовке, в том числе, прохождению специализированной подготовки на базе территориальных ОВД и войсковых частей внутренних войск МВД. Совершеннолетние имеют все права и обязанности, предусмотренные законодательством для членов добровольных дружин.

## Награды
В качестве награды у движения имеется Знак «За отличие в охране правопорядка». Вручается по решению Бюро Центрального комитета БРСМ «за личный вклад в развитие движения Молодёжных отрядов охраны правопорядка, провяленные профессионализм, ответственность и  мужество при выполнении задач по охране общественного порядка, большой личный вклад в патриотическое воспитание молодежи, образцовое выполнение служебно-боевых задач». Награда учреждена в 2008 году. Знаком награждены не только члены МООП, но и сотрудники органов внутренних дел и внутренних войск МВД.

## Праздники
6 февраля члены МООП отмечают дату создания объединения. Праздник учреждён в 2012 году.